# WNBA 2013
Die Saison 2013 ist die 17. Saison der Women’s National Basketball Association (WNBA). Die reguläre Saison begann am 24. Mai 2013 mit der Auftaktpartie zwischen den Indiana Fever und den San Antonio Silver Stars. Nach Abschluss der regulären Saison, die bis zum 15. September 2013 ausgetragen werden, beginnen die Playoffs um die WNBA-Meisterschaft.

## Draft
Am 26. September 2012 fand eine Lotterie über die Auswahlreihenfolge der ersten vier Picks statt. Bei der Lotterie sicherten sich die Phoenix Mercury vor den Chicago Sky und den Tulsa Shock den ersten Draft-Pick. Die Washington Mystics, die die aussichtsreichste Chance auf das erste Wahlrechten hatten, wurde nur der vierte Draft-Pick zugeteilt.
Der WNBA Draft 2013 fand schließlich am 15. April 2013 statt, bei dem die Mercury als ersten Pick die US-amerikanische Brittney Griner auswählten. Danach sicherten sich die Sky die Rechte an der US-Amerikanerin Elena Delle Donne. Insgesamt sicherten sich die 12 Franchises die Rechte an 36 Spielerinnen. Den Hauptanteil mit 30 Spielerinnen stellten die Vereinigten Staaten.

### Top-5-Picks
Abkürzungen: Pos = Position, G = Guard, F = Forward, C = Center

| #  | Spielerin         | Nationalität       | Pos | WNBA-Mannschaft    | College/Profi-Team       |
| -- | ----------------- | ------------------ | --- | ------------------ | ------------------------ |
| 1. | Brittney Griner   | Vereinigte Staaten | C   | Phoenix Mercury    | Baylor University        |
| 2. | Elena Delle Donne | Vereinigte Staaten | G/F | Chicago Sky        | University of Delaware   |
| 3. | Skylar Diggins    | Vereinigte Staaten | G   | Tulsa Shock        | University of Notre Dame |
| 4. | Tayler Hill       | Vereinigte Staaten | G   | Washington Mystics | Ohio State University    |
| 5. | Kelsey Bone       | Vereinigte Staaten | C   | New York Liberty   | Texas A&M University     |

## Reguläre Saison

### Modus
Die 12 WNBA-Mannschaften sind in zwei Conferences aufgeteilt, wobei die Eastern Conference und die Western Conference jeweils sechs Mannschaften umfassen. Insgesamt bestreitet jede Mannschaft im Verlauf der regulären Saison 34 Saison-Spiele, davon bestreitet jede Mannschaft die Hälfte der Spiele zu Hause bzw. Auswärts. Innerhalb der eigenen Conference spielen die Mannschaften gegen zwei Mannschaften insgesamt fünf Mal und gegen die restlichen drei Mannschaften vier Mal gegeneinander. Außerdem spielt jede Mannschaft noch zwei weitere Spiele gegen jede Mannschaft aus der anderen Conference.

### All-Star Game 2013
- Hauptartikel: All-Star Game 2013

Das 11. All-Star Game der WNBA wurde am 27. Juli 2013 in der Mohegan Sun Arena in Montville, Connecticut ausgetragen. Die Ligaführung vergab am 27. September 2012 das Spiel an die Connecticut Sun, die bereits 2005 und 2009 Gastgeber waren. Wie in den vergangenen Jahren trat dabei eine Auswahl der besten Spielerinnen der Eastern Conference gegen jene der Western Conference an.
| 27. Juli 2013 | Zusammenfassung | Eastern Conference                                                                   | 98 – 102 | Western Conference                                                                     | Mohegan Sun Arena, Uncasville, Connecticut Zuschauer: 9.323 Schiedsrichter: - Bonner - Simpson - Dawkins |
| 27. Juli 2013 | Zusammenfassung | Punkte pro Viertel: 27:29, 22:14, 32:31, 28:17                                       |          |                                                                                        | Mohegan Sun Arena, Uncasville, Connecticut Zuschauer: 9.323 Schiedsrichter: - Bonner - Simpson - Dawkins |
| 27. Juli 2013 | Zusammenfassung | Punkte: Latta, Prince (15) Rebounds: de Souza, McCoughtry (8) Assists: Pondexter (5) |          | Punkte: Parker (23); Toliver (21) Rebounds: Brunson, Parker (11) Assists: Robinson (4) | Mohegan Sun Arena, Uncasville, Connecticut Zuschauer: 9.323 Schiedsrichter: - Bonner - Simpson - Dawkins |
| 27. Juli 2013 | Zusammenfassung |                                                                                      |          |                                                                                        | Mohegan Sun Arena, Uncasville, Connecticut Zuschauer: 9.323 Schiedsrichter: - Bonner - Simpson - Dawkins |

### Abschlusstabellen
Stand: 14. September 2013
Erläuterungen: _ = Playoff-Qualifikation, _ = Conference-Sieger
| Pl | Team               | Sp | S  | N  | %    | GB   | Heim | Auswärts |
| -- | ------------------ | -- | -- | -- | ---- | ---- | ---- | -------- |
| 1  | Chicago Sky        | 34 | 24 | 10 | 70,6 | –    | 14:3 | 10:7     |
| 2  | Atlanta Dream      | 34 | 17 | 17 | 50   | 7,0  | 13:4 | 4:13     |
| 3  | Washington Mystics | 34 | 17 | 17 | 50   | 7,0  | 10:7 | 7:10     |
| 4  | Indiana Fever      | 34 | 16 | 18 | 47,1 | 8,0  | 9:8  | 7:10     |
| 5  | New York Liberty   | 34 | 11 | 23 | 32,4 | 13,0 | 6:11 | 5:12     |
| 6  | Connecticut Sun    | 34 | 10 | 24 | 29,4 | 14,0 | 8:9  | 2:15     |

| Pl | Team                     | Sp | S  | N  | %    | GB   | Heim | Auswärts |
| -- | ------------------------ | -- | -- | -- | ---- | ---- | ---- | -------- |
| 1  | Minnesota Lynx           | 34 | 26 | 8  | 76,5 | –    | 15:2 | 11:6     |
| 2  | Los Angeles Sparks       | 34 | 24 | 10 | 70,6 | 2,0  | 15:2 | 9:8      |
| 3  | Phoenix Mercury          | 34 | 19 | 15 | 55,9 | 7,0  | 10:7 | 9:8      |
| 4  | Seattle Storm            | 34 | 17 | 17 | 50   | 9,0  | 9:8  | 8:9      |
| 5  | San Antonio Silver Stars | 34 | 12 | 22 | 35,3 | 14,0 | 8:9  | 4:13     |
| 6  | Tulsa Shock              | 34 | 11 | 23 | 32,4 | 15,0 | 7:10 | 4:13     |

## Playoffs

### Modus
Nachdem sich aus jeder Conference die vier Mannschaften qualifiziert haben, starten die im K.-o.-System ausgetragenen Playoffs. Jede Conference spielt in der Folge in den Conference Semifinals (dt. Conference Halbfinale) und im Conference Final (dt. Conference-Finale) ihren Sieger aus, der dann in den Finals antritt. Dabei trifft die auf der Setzliste am höchsten befindliche Mannschaft immer auf die niedrigst gesetzte. Die Serien innerhalb der Conference werden im Best-of-Three-Modus ausgespielt, das heißt, dass ein Team zwei Siege zum Erreichen der nächsten Runde benötigt. Das Finale (WNBA-Finals) wird im Best-of-Five-Modus ausgetragen. Die Mannschaft mit der besseren Bilanz hat dabei in allen Duellen immer den Heimvorteil. Bei Spielen, die nach der regulären Spielzeit von 40 Minuten unentschieden bleiben, folgt die Overtime. Die Viertel dauern weiterhin zehn Minuten und es wird so lange gespielt, bis eine Mannschaft nach Ende einer Overtime mehr Punkte als die gegnerische Mannschaft erzielt hat.

### Playoff-Baum
| Conference Semifinals | Conference Semifinals | Conference Semifinals |    |                    | Conference Finals | Conference Finals | Conference Finals |  |  | WNBA-Finals | WNBA-Finals | WNBA-Finals |
|                       |                       |                       |    |                    |                   |                   |                   |  |  |             |             |             |
| 1                     | Chicago Sky           | 0                     |    |                    |                   |                   |                   |  |  |             |             |             |
| 4                     | Indiana Fever         | 2                     |    |                    |                   |                   |                   |  |  |             |             |             |
| 4                     | Indiana Fever         | 2                     | 2  | Atlanta Dream      | 2                 |                   |                   |  |  |             |             |             |
| Eastern Conference    |                       |                       | 2  | Atlanta Dream      | 2                 |                   |                   |  |  |             |             |             |
|                       | 4                     | Indiana Fever         | 0  |                    |                   |                   |                   |  |  |             |             |             |
| 2                     | 4                     | Indiana Fever         | 0  | Atlanta Dream      | 2                 |                   |                   |  |  |             |             |             |
| 2                     |                       |                       |    | Atlanta Dream      | 2                 |                   |                   |  |  |             |             |             |
| 3                     | Washington Mystics    | 1                     |    |                    |                   |                   |                   |  |  |             |             |             |
| 3                     | Washington Mystics    | 1                     | E2 | Atlanta Dream      | 0                 |                   |                   |  |  |             |             |             |
|                       |                       |                       |    | Atlanta Dream      | 0                 |                   |                   |  |  |             |             |             |
|                       | W1                    | Minnesota Lynx        | 3  |                    |                   |                   |                   |  |  |             |             |             |
| 1                     | W1                    | Minnesota Lynx        | 3  | Minnesota Lynx     | 2                 |                   |                   |  |  |             |             |             |
| 1                     |                       |                       |    | Minnesota Lynx     | 2                 |                   |                   |  |  |             |             |             |
| 4                     | Seattle Storm         | 0                     |    |                    |                   |                   |                   |  |  |             |             |             |
| 4                     | Seattle Storm         | 0                     | 1  | Minnesota Lynx     | 2                 |                   |                   |  |  |             |             |             |
| Western Conference    |                       |                       | 1  | Minnesota Lynx     | 2                 |                   |                   |  |  |             |             |             |
|                       | 3                     | Phoenix Mercury       | 0  |                    |                   |                   |                   |  |  |             |             |             |
| 2                     | 3                     | Phoenix Mercury       | 0  | Los Angeles Sparks | 1                 |                   |                   |  |  |             |             |             |
| 2                     |                       |                       |    | Los Angeles Sparks | 1                 |                   |                   |  |  |             |             |             |
| 3                     | Phoenix Mercury       | 2                     |    |                    |                   |                   |                   |  |  |             |             |             |

### Conference Semifinals (Runde 1)

#### Eastern Conference

##### (1) Chicago Sky – (4) Indiana Fever
| 20. September 2013 19:00 | Bericht | Chicago Sky                                                       | 72 – 85 | Indiana Fever                                              | Allstate Arena, Rosemont, Illinois Zuschauer: 5.895 |
| 20. September 2013 19:00 | Bericht | Punkte pro Viertel: 22–25, 15–25, 21–22, 14–13                    |         |                                                            | Allstate Arena, Rosemont, Illinois Zuschauer: 5.895 |
| 20. September 2013 19:00 | Bericht | Punkte: Delle Donne 20 Rebounds: Fowels 10 Assists: Vandersloot 7 |         | Punkte: Zellous 20 Rebounds: Larkins 11 Assists: January 6 | Allstate Arena, Rosemont, Illinois Zuschauer: 5.895 |
| 20. September 2013 19:00 | Bericht | Stand: 0:1                                                        |         |                                                            | Allstate Arena, Rosemont, Illinois Zuschauer: 5.895 |

| 22. September 2013 15:00 | Bericht | Indiana Fever                                                  | 79 – 57 | Chicago Sky                                                               | Bankers Life Fieldhouse, Indianapolis, Indiana Zuschauer: 7.144 |
| 22. September 2013 15:00 | Bericht | Punkte pro Viertel: 22–14, 25–13, 20–16, 12–14                 |         |                                                                           | Bankers Life Fieldhouse, Indianapolis, Indiana Zuschauer: 7.144 |
| 22. September 2013 15:00 | Bericht | Punkte: Catchings 18 Rebounds: Catchings 12 Assists: January 4 |         | Punkte: Fowels 14 Rebounds: Fowels 14 Assists: Delle Donne, Vandersloot 2 | Bankers Life Fieldhouse, Indianapolis, Indiana Zuschauer: 7.144 |
| 22. September 2013 15:00 | Bericht | Endstand: 2:0                                                  |         |                                                                           | Bankers Life Fieldhouse, Indianapolis, Indiana Zuschauer: 7.144 |

##### (2) Atlanta Dream  – (3) Washington Mystics
| 19. September 2013 20:00 | Bericht | Atlanta Dream                                                     | 56 – 71 | Washington Mystics                                       | Philips Arena, Atlanta, Georgia Zuschauer: 3.862 |
| 19. September 2013 20:00 | Bericht | Punkte pro Viertel: 12–16, 12–15, 13–26, 19–14                    |         |                                                          | Philips Arena, Atlanta, Georgia Zuschauer: 3.862 |
| 19. September 2013 20:00 | Bericht | Punkte: McCoughtry 20 Rebounds: de Souza 12 Assists: McCoughtry 3 |         | Punkte: Latta 14 Rebounds: Langhorne 15 Assists: Latta 7 | Philips Arena, Atlanta, Georgia Zuschauer: 3.862 |
| 19. September 2013 20:00 | Bericht | Stand: 0:1                                                        |         |                                                          | Philips Arena, Atlanta, Georgia Zuschauer: 3.862 |

| 21. September 2013 19:00 | Bericht | Washington Mystics                                           | 45 – 63 | Atlanta Dream                                                 | Verizon Center, Washington, D.C. Zuschauer: 7.065 |
| 21. September 2013 19:00 | Bericht | Punkte pro Viertel: 9–17, 12–19, 15–10, 9–17                 |         |                                                               | Verizon Center, Washington, D.C. Zuschauer: 7.065 |
| 21. September 2013 19:00 | Bericht | Punkte: Hill 11 Rebounds: Vaughn, Snow 6 Assists: McKenith 3 |         | Punkte: McCoughtry 20 Rebounds: de Souza 15 Assists: Thomas 6 | Verizon Center, Washington, D.C. Zuschauer: 7.065 |
| 21. September 2013 19:00 | Bericht | Stand: 1:1                                                   |         |                                                               | Verizon Center, Washington, D.C. Zuschauer: 7.065 |

| 23. September 2013 20:00 | Bericht | Atlanta Dream                                                          | 80 – 72 | Washington Mystics                                        | Philips Arena, Atlanta, Georgia Zuschauer: 4.078 |
| 23. September 2013 20:00 | Bericht | Punkte pro Viertel: 20–22, 19–19, 14–14, 27–17                         |         |                                                           | Philips Arena, Atlanta, Georgia Zuschauer: 4.078 |
| 23. September 2013 20:00 | Bericht | Punkte: de Souza, Hayes 18 Rebounds: de Souza 14 Assists: McCoughtry 7 |         | Punkte: Currie 22 Rebounds: Langhorne 6 Assists: Ajavon 5 | Philips Arena, Atlanta, Georgia Zuschauer: 4.078 |
| 23. September 2013 20:00 | Bericht | Stand: 2:1                                                             |         |                                                           | Philips Arena, Atlanta, Georgia Zuschauer: 4.078 |

#### Western Conference

##### (1) Minnesota Lynx – (4) Seattle Storm
| 20. September 2013 21:00 | Bericht | Minnesota Lynx                                           | 80 – 64 | Seattle Storm                                                      | Target Center, Minneapolis, Minnesota Zuschauer: 8.832 |
| 20. September 2013 21:00 | Bericht | Punkte pro Viertel: 16–15, 24–21, 22–12, 18–16           |         |                                                                    | Target Center, Minneapolis, Minnesota Zuschauer: 8.832 |
| 20. September 2013 21:00 | Bericht | Punkte: Augustus 19 Rebounds: Brunson 9 Assists: Moore 6 |         | Punkte: Johnson 14 Rebounds: Thompson 8 Assists: Johnson, Wright 4 | Target Center, Minneapolis, Minnesota Zuschauer: 8.832 |
| 20. September 2013 21:00 | Bericht | Stand: 1:0                                               |         |                                                                    | Target Center, Minneapolis, Minnesota Zuschauer: 8.832 |

| 22. September 2013 17:00 | Bericht | Seattle Storm                                                                       | 55 – 58 | Minnesota Lynx                                              | Tacoma Dome, Tacoma, Washington Zuschauer: 3.457 |
| 22. September 2013 17:00 | Bericht | Punkte pro Viertel: 16–20, 12–8, 11–14, 16–16                                       |         |                                                             | Tacoma Dome, Tacoma, Washington Zuschauer: 3.457 |
| 22. September 2013 17:00 | Bericht | Punkte: Wright 16 Rebounds: Clark, Thompson 9 Assists: Johnson, Stricklen, Wright 2 |         | Punkte: Moore 22 Rebounds: Brunson 13 Assists: McCarville 4 | Tacoma Dome, Tacoma, Washington Zuschauer: 3.457 |
| 22. September 2013 17:00 | Bericht | Endstand: 0:2                                                                       |         |                                                             | Tacoma Dome, Tacoma, Washington Zuschauer: 3.457 |

##### (2) Los Angeles Sparks – (3) Phoenix Mercury
| 19. September 2013 22:00 | Bericht | Los Angeles Sparks                                         | 75 – 86 | Phoenix Mercury                                          | Staples Center, Los Angeles, Kalifornien Zuschauer: 8.500 |
| 19. September 2013 22:00 | Bericht | Punkte pro Viertel: 26–20, 17–18, 17–27, 15–21             |         |                                                          | Staples Center, Los Angeles, Kalifornien Zuschauer: 8.500 |
| 19. September 2013 22:00 | Bericht | Punkte: Parker 28 Rebounds: Ogwumike 14 Assists: Harding 5 |         | Punkte: Taurasi 30 Rebounds: Dupree 7 Assists: Taurasi 7 | Staples Center, Los Angeles, Kalifornien Zuschauer: 8.500 |
| 19. September 2013 22:00 | Bericht | Stand: 0:1                                                 |         |                                                          | Staples Center, Los Angeles, Kalifornien Zuschauer: 8.500 |

| 21. September 2013 22:00 | Bericht | Phoenix Mercury                                          | 73 – 82 | Los Angeles Sparks                                                 | US Airways Center, Phoenix, Arizona Zuschauer: 11.110 |
| 21. September 2013 22:00 | Bericht | Punkte pro Viertel: 13–17, 17–27, 25–21, 18–17           |         |                                                                    | US Airways Center, Phoenix, Arizona Zuschauer: 11.110 |
| 21. September 2013 22:00 | Bericht | Punkte: Taurasi 20 Rebounds: Dupree 9 Assists: Taurasi 5 |         | Punkte: Parker 31 Rebounds: Ogwumike, Parker 11 Assists: Harding 4 | US Airways Center, Phoenix, Arizona Zuschauer: 11.110 |
| 21. September 2013 22:00 | Bericht | Stand: 1:1                                               |         |                                                                    | US Airways Center, Phoenix, Arizona Zuschauer: 11.110 |

| 23. September 2013 22:00 | Bericht | Los Angeles Sparks                                                   | 77 – 78 | Phoenix Mercury                                                     | Staples Center, Los Angeles, Kalifornien Zuschauer: 9.321 |
| 23. September 2013 22:00 | Bericht | Punkte pro Viertel: 19–19, 21–23, 24–24, 13–12                       |         |                                                                     | Staples Center, Los Angeles, Kalifornien Zuschauer: 9.321 |
| 23. September 2013 22:00 | Bericht | Punkte: Toliver 22 Rebounds: Ogwumike 10 Assists: Toliver, Coleman 3 |         | Punkte: Dupree 22 Rebounds: Bonner, Gilbreath 6 Assists: Taurasi 10 | Staples Center, Los Angeles, Kalifornien Zuschauer: 9.321 |
| 23. September 2013 22:00 | Bericht | Endstand: 1:2                                                        |         |                                                                     | Staples Center, Los Angeles, Kalifornien Zuschauer: 9.321 |

### Conference Finals (Runde 2)

#### Eastern Conference

##### (2) Atlanta Dream – (4) Indiana Fever
| 26. September 2013 19:00 | Bericht | Atlanta Dream                                                             | 84 – 79 | Indiana Fever                                                             | Philips Arena, Atlanta, Georgia Zuschauer: 4.238 |
| 26. September 2013 19:00 | Bericht | Punkte pro Viertel: 27–26, 15–14, 20–16, 22–23                            |         |                                                                           | Philips Arena, Atlanta, Georgia Zuschauer: 4.238 |
| 26. September 2013 19:00 | Bericht | Punkte: Hayes 23 Rebounds: Herrington 7 Assists: Herrington, McCoughtry 5 |         | Punkte: Catchings 21 Rebounds: Larkins 12 Assists: Christmas, Clarendon 3 | Philips Arena, Atlanta, Georgia Zuschauer: 4.238 |
| 26. September 2013 19:00 | Bericht | Stand: 1:0                                                                |         |                                                                           | Philips Arena, Atlanta, Georgia Zuschauer: 4.238 |

| 29. September 2013 16:00 | Bericht | Indiana Fever                                               | 53 – 67 | Atlanta Dream                                                      | Bankers Life Fieldhouse, Indianapolis, Indiana Zuschauer: 7.051 |
| 29. September 2013 16:00 | Bericht | Punkte pro Viertel: 19–19, 14–15, 9–16, 11–17               |         |                                                                    | Bankers Life Fieldhouse, Indianapolis, Indiana Zuschauer: 7.051 |
| 29. September 2013 16:00 | Bericht | Punkte: Catchings 24 Rebounds: Larkins 7 Assists: Zellous 3 |         | Punkte: McCoughtry 27 Rebounds: Herrington 9 Assists: McCoughtry 3 | Bankers Life Fieldhouse, Indianapolis, Indiana Zuschauer: 7.051 |
| 29. September 2013 16:00 | Bericht | Endstand: 0:2                                               |         |                                                                    | Bankers Life Fieldhouse, Indianapolis, Indiana Zuschauer: 7.051 |

#### Western Conference

##### (1) Minnesota Lynx – (3) Phoenix Mercury
| 26. September 2013 21:00 | Bericht | Minnesota Lynx                                                | 85 – 62 | Phoenix Mercury                                                 | Target Center, Minneapolis, Minnesota Zuschauer: 9.013 |
| 26. September 2013 21:00 | Bericht | Punkte pro Viertel: 24–16, 21–6, 22–20, 18–20                 |         |                                                                 | Target Center, Minneapolis, Minnesota Zuschauer: 9.013 |
| 26. September 2013 21:00 | Bericht | Punkte: Moore, Whalen 20 Rebounds: Whalen 6 Assists: Whalen 5 |         | Punkte: Taurasi 15 Rebounds: Griner 6 Assists: Bonner, Dupree 3 | Target Center, Minneapolis, Minnesota Zuschauer: 9.013 |
| 26. September 2013 21:00 | Bericht | Stand: 1:0                                                    |         |                                                                 | Target Center, Minneapolis, Minnesota Zuschauer: 9.013 |

| 29. September 2013 18:00 | Bericht | Phoenix Mercury                                           | 65 – 72 | Minnesota Lynx                                          | US Airways Center, Phoenix, Arizona Zuschauer: 8.050 |
| 29. September 2013 18:00 | Bericht | Punkte pro Viertel: 21–19, 14–19, 10–15, 20–19            |         |                                                         | US Airways Center, Phoenix, Arizona Zuschauer: 8.050 |
| 29. September 2013 18:00 | Bericht | Punkte: Taurasi 21 Rebounds: Griner 10 Assists: Taurasi 6 |         | Punkte: Moore 27 Rebounds: Brunson 14 Assists: Whalen 7 | US Airways Center, Phoenix, Arizona Zuschauer: 8.050 |
| 29. September 2013 18:00 | Bericht | Endstand: 0:2                                             |         |                                                         | US Airways Center, Phoenix, Arizona Zuschauer: 8.050 |

### Finals (Runde 3)

#### (W1) Minnesota Lynx – (E2) Atlanta Dream
| 6. Oktober 2013 20:30 | Bericht | Minnesota Lynx                                         | 84 – 59 | Atlanta Dream                                                  | Target Center, Minneapolis, Minnesota Zuschauer: 13.804 |
| 6. Oktober 2013 20:30 | Bericht | Punkte pro Viertel: 24-16, 20-9, 24-18, 16-16          |         |                                                                | Target Center, Minneapolis, Minnesota Zuschauer: 13.804 |
| 6. Oktober 2013 20:30 | Bericht | Punkte: Moore 23 Rebounds: Brunson 8 Assists: Whalen 5 |         | Punkte: McCoughtry 17 Rebounds: Henry 14 Assists: Herrington 3 | Target Center, Minneapolis, Minnesota Zuschauer: 13.804 |
| 6. Oktober 2013 20:30 | Bericht | Stand: 1:0                                             |         |                                                                | Target Center, Minneapolis, Minnesota Zuschauer: 13.804 |

| 8. Oktober 2013 20:00 | Bericht | Minnesota Lynx                                             | 88 – 63 | Atlanta Dream                                                 | Target Center, Minneapolis, Minnesota Zuschauer: 12.313 |
| 8. Oktober 2013 20:00 | Bericht | Punkte pro Viertel: 27-16, 24-20, 17-16, 20-11             |         |                                                               | Target Center, Minneapolis, Minnesota Zuschauer: 12.313 |
| 8. Oktober 2013 20:00 | Bericht | Punkte: Augustus 20 Rebounds: Brunson 10 Assists: Whalen 5 |         | Punkte: McCoughtry 15 Rebounds: Henry 6 Assists: McCoughtry 4 | Target Center, Minneapolis, Minnesota Zuschauer: 12.313 |
| 8. Oktober 2013 20:00 | Bericht | Stand: 2:0                                                 |         |                                                               | Target Center, Minneapolis, Minnesota Zuschauer: 12.313 |

| 10. Oktober 2013 20:30 | Bericht | Atlanta Dream                                            | 77 – 84 | Minnesota Lynx                                          | Arena at Gwinnett Center, Duluth, Georgia Zuschauer: 5.040 |
| 10. Oktober 2013 20:30 | Bericht | Punkte pro Viertel: 17-25, 20-13, 19-26, 21-20           |         |                                                         | Arena at Gwinnett Center, Duluth, Georgia Zuschauer: 5.040 |
| 10. Oktober 2013 20:30 | Bericht | Punkte: Hayes 20 Rebounds: de Souza 9 Assists: Bentley 6 |         | Punkte: Moore 23 Rebounds: Brunson 12 Assists: Whalen 6 | Arena at Gwinnett Center, Duluth, Georgia Zuschauer: 5.040 |
| 10. Oktober 2013 20:30 | Bericht | Endstand: 0:3                                            |         |                                                         | Arena at Gwinnett Center, Duluth, Georgia Zuschauer: 5.040 |

#### WNBA Meistermannschaft
| WNBA-Meister Minnesota Lynx | Guards: Rachel Jarry, Lindsey Moore, Sugar Rodgers, Lindsay Whalen Guard-Forwards: Seimone Augustus, Monica Wright Forwards: Rebekkah Brunson, Amber Harris, Maya Moore (Finals MVP), Devereaux Peters Center: Janel McCarville Cheftrainer: Cheryl Reeve General Manager: Roger Griffith |

## Auszeichnungen
| Auszeichnung                            | Spielerin                      | Mannschaft                | Bemerkung               |
| --------------------------------------- | ------------------------------ | ------------------------- | ----------------------- |
| WNBA Finals MVP Award                   | Maya Moore                     | Minnesota Lynx            | –                       |
| WNBA Most Valuable Player Award         | Candace Parker                 | Los Angeles Sparks        | 234 Punkte              |
| WNBA Defensive Player of the Year Award | Tamika Catchings               | Indiana Fever             | 19 von 39 Stimmen       |
| WNBA Most Improved Player Award         | Shavonte Zellous               | Indiana Fever             | 30 von 39 Stimmen       |
| WNBA Peak Performer (Punkte)            | Angel McCoughtry               | Atlanta Dream             | 21,5 Punkte pro Spiel   |
| WNBA Peak Performer (Rebounds)          | Sylvia Fowles                  | Chicago Sky               | 11,5 Rebounds pro Spiel |
| WNBA Peak Performer (Assists)           | Danielle Robinson              | San Antonio Silver Stars  | 6,7 Assists pro Spiel   |
| WNBA Rookie of the Year Award           | Elena Delle Donne              | Chicago Sky               |                         |
| WNBA Sixth Woman of the Year Award      | Sylvia Fowles                  | Chicago Sky               | 21 von 39 Stimmen       |
| Kim Perrot Sportsmanship Award          | Swin Cash und Tamika Catchings | Chicago Sky Indiana Fever | 7 von 39 Stimmen        |
| WNBA Coach of the Year Award            | Mike Thibault                  | Washington Mystics        | 11 von 39 Stimmen       |

### All-WNBA Teams
| All-WNBA First Team |                                      |
| Guards:             | Diana Taurasi – (MIN) Lindsay Whalen |
| Forwards:           | (MIN) Maya Moore – Candace Parker    |
| Center:             | Sylvia Fowles                        |

| All-WNBA Second Team |                                           |
| Guards:              | Angel McCoughtry – (MIN) Seimone Augustus |
| Forwards:            | Tamika Catchings – Elena Delle Donne      |
| Center:              | Tina Charles                              |

### All-Rookie Team
| All-Rookie Team                                                                       |
| Elena Delle Donne – Skylar Diggins – Alex Bentley Brittney Griner – (NYL) Kelsey Bone |

### All-Defensive Team
| All-Defensive First Team |                                      |
| Guards:                  | Armintie Herrington – Tanisha Wright |
| Forwards:                | Tamika Catchings – Angel McCoughtry  |
| Center:                  | Sylvia Fowles                        |

| All-Defensive Second Team |                                                  |
| Guards:                   | Briann January – Jia Perkins – Danielle Robinson |
| Forwards:                 | (MIN) Rebekkah Brunson – Glory Johnson           |
| Center:                   | Érika de Souza                                   |